# أولاد داوود (أولاد قدور الفثرة)
أولاد داوود هو دُوَّار يقع بجماعة بني مطهر، إقليم جرادة، جهة الشرق في المملكة المغربية. ينتمي الدوّار لمشيخة أولاد قدور الفثرة التي تضم 9 دواوير. يقدر عدد سكانه بـ 1081 نسمة حسب الإحصاء الرسمي للسكان والسكنى لسنة 2004.

## روابط خارجية
- البوابة الوطنية للجماعات الترابية
- المندوبية السامية للتخطيط